# قلعية (دائرة)
دائرة قلعية هي من بين الأربعة دوائر المكونة لإقليم الناظور وتتموقع في شمال وسط الإقليم.
تضاريس المنطقة جبلية مع وجود أراضي أخرى منخفظة وفلاحية كسهل بوعارك وتتوفر أيضا على شاطئ بحر أبيض متوسطي جد خلاب شواطئه جميلة كشاطئ بوقانا ببني انصار وشواطئ بويافار وبني شيكار كشاطئ القالة وشاطئ تشارانا.
تتكون دائرة قلعية من خمسة قيادات وهي كالتالي:
- قيادة بني سيدال
- قيادة بني شيكر
- قيادة أزغنغان
- قيادة مزوجا
- قيادة سلوان